# Liam Smith
Liam Smith (26 mei 1996) is een Schots voetballer die als verdediger uitkomt voor Heart of Midlothian FC.

## Carrière
Smith debuteerde op 20 augustus 2014 voor Hearts FC in de uitwedstrijd in de Scottish League Challenge Cup tegen Livingston FC. De wedstrijd werd met 4-1 verloren.